# Bàievka
Bàievka (en rus: Баевка) és un poble de l'óblast d'Uliànovsk, a Rússia, que el 2010 tenia 624 habitants. Pertany al districte municipal de Kuzovàtovo.